# Harlingerland

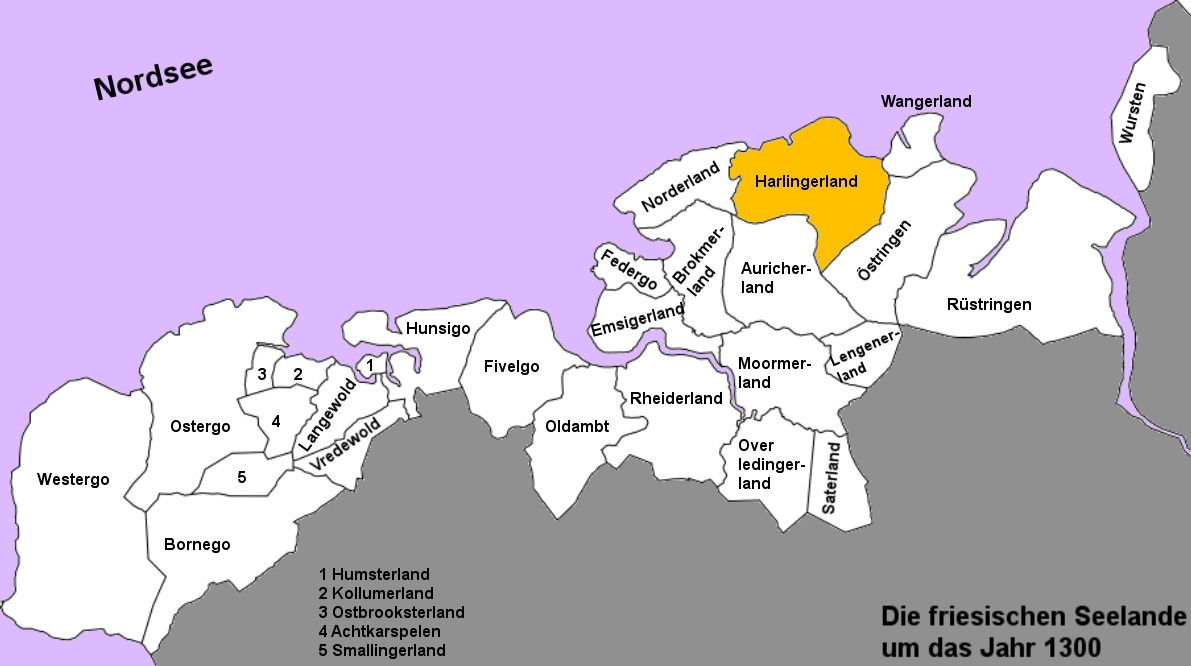
Harlingerland var runt år 1300 ett av de frisiska landskapen inom den frisiska friheten

Harlingerland (Herloga) är ett gammalt frisiskt landskap i norra delen av nuvarande Landkreis Wittmund i Ostfriesland, Niedersachsen, Tyskland. I området finns i dag bland annat städerna Esens och Wittmund, medan området runt staden Friedeburg hörde till det frisiska landskapet Östringen. Andra omgivande frisiska landskap var Wangerland, Auricherland, Brookmerland och Norderland. 
Under tiden för den frisiska friheten var Harlingerland ett självständigt landskap som deltog i det så kallade Upstalboomsförbundet. Efter den frisiska friheten kom en tid av strider mellan de olika frisiska hövdingafamiljerna. Runt 1455 enade hövdingen Sibet Attena städerna Esens, Wittmund och Stedesdorf på nytt och Harlingerland kom att bli en konkurrent till Ostfriesland under ledning av familjen Cirksena. Bland de mer framträdande hövdingarna i Harlingerland kan nämnas Hero Omken och Balthasar von Esens. År 1530 intogs Harlingerland av ostfriserna under ledning av Enno II. Med stöd från greven av Rietberg och hertigen av hertigdömet Geldern kunde Balthasar av Esens återerövra Harlingerland, men tiden av självständighet för Harlingerland var nu slut. Efter Balthasars död tillföll området Grevskapet Rietberg och år 1600 kom Harlingerland att tillfalla Ostfriesland. 